# Cas Laura Borràs
El Cas Laura Borràs és un suposat cas de corrupció protagonitzat per Laura Borràs i Castanyer, la qual fou condemnada el 30 de març de 2023 a quatre anys i mig de presó i a 13 anys d'inhabilitació, per un delicte de prevaricació i falsedat documental. El juliol de 2022 ja havia estat suspesa com a diputada arran de la investigació sobre la seva actuació al capdavant de la Institució de les Lletres Catalanes.

## Cronologia del cas
| Data          | Fets |
| ------------- | --- |
| novembre 2017 | El cas Borràs té origen en una cartera que va equivocar-se de bústia i va posar un sobre en la que no tocava. La veïna del destinatari va afirmar que, en obrir el sobre, es va trobar amb 20 bitllets de 50 euros falsos. Després de destruir tres bitllets, es va adonar de la gravetat de la situació i va anar a la comissaria dels Mossos. La policia va descobrir que la bústia del costat era del propietari d'un pis que era un centre de distribució de moneda falsa, tràfic de drogues de disseny i cultiu de marihuana, Isaías Herrero. La policia va interceptar les seves converses telefòniques amb Laura Borràs de la Institució de les Lletres Catalanes (ILC), on discutien com fraccionar els contractes de la ILC per eludir la convocatòria de concursos públics. I seguint la investigació, la policia trobaria també els correus electrònics. |
| novembre 2018 | Després de mesos d'investigació a la Institució de les Lletres Catalanes (ILC) durant la gestió de Laura Borràs, els Mossos d'Esquadra entraren a la seva seu. Borràs, que ja era consellera de Cultura, es defensà dient que els Mossos no la investigaven a ella, ja que així li havia estat explicat pel llavors conseller d'Interior, Miquel Buch, cosa que aquest negà en una entrevista al programa Cafè d'idees de RTVE. I posteriorment matisaria l'afirmació, fet que molestà la jutge d'instrucció Sílvia López, la qual sospitaria de filtracions des del principi del cas i decidí retirar la investigació dels Mossos i passar-la a la Guàrdia Civil. |
| juliol 2020   | Després de ser elegida com a diputada al Congrés, la justícia espanyola decidí investigar Laura Borràs. Com a aforada, el cas es transferí al Tribunal Suprem, que sol·licità al Congrés de Diputats l'autorització per a la investigació. Malgrat les tensions existents entre Junts, la CUP i ERC, aquesta petició fou aprovada per la cambra baixa, ja que els dos partits optaren per no votar en contra i es limitaren a l'abstenció durant la votació. Posteriorment, Borràs seria citada pel Tribunal Suprem, però es negà a declarar. |
| abril 2022    | Després que la investigació avancés al Tribunal Suprem, el cas de Laura Borràs seria transferit al TSJC una vegada que ella fou elegida diputada al Parlament en les eleccions del 14-F del 2021. El jutge, Jordi Seguí, que tenia la intenció d'obrir immediatament el judici oral, reconegué que el dret de defensa de Borràs podia haver estat vulnerat, ja que mentre el seu cas estava a Madrid, el jutjat 9 de Barcelona va continuar realitzant investigacions sense que ella en tingués plena consciència. Així doncs, el jutge li atorgà una pròrroga de 15 dies als seus advocats per preparar-se, però al final acabà dictant l'obertura del judici amb el mateix resultat. |
| juliol 2022   | El document d'acusació de la Fiscalia, sol·licitaria una inhabilitació de 21 anys, una pena de presó de 6 anys i una multa de 144.000 euros per a Borràs. Junts acusà la justícia de "persecució política", mentre que la CUP i ERC consideraren el cas com una "mala praxi", un eufemisme per referir-se a la corrupció, que utilitzaren fins al començament del judici, quan arribaren a parlar obertament de "presumpta corrupció", segons paraules del president de la Generalitat, Pere Aragonès. Personalitats públiques com els expresidents de la Generalitat Quim Torra, Artur Mas, i el president a l’exili Carles Puigdemont firmaren un manifest amb 7.000 firmes amb noms com Lluís Llach, Pilarín Bayés, Jaume Cabré, Maria del Mar Bonet, Lluís Puig, Ferran Mascarell, Clara Ponsatí, Toni Comín, així com els exdirectors de la Institució de les Lletres Catalanes Oriol Pi de Cabanyes, Oriol Izquierdo, Joan Elies Adell, Oriol Ponsatí-Murlà i Francesc Parcerisas, i l’exdegana Margarida Aritzeta, en el qual donaven suport a Laura Borràs i defensaven la seva honorabilitat al capdavant de l'Institut de les Lletres Catalanes, el Departament de Cultura, al Congrés espanyol i el Parlament de Catalunya. Finalment, després d'uns dies, el jutge decidí obrir el judici oral contra Borràs. I al Parlament de Catalunya, amb els vots del PSC, ERC i la CUP, la mesa de la cambra decidí suspendre Laura Borràs de les seves funcions fins que es dictés la sentència. Alba Vergés, d'Esquerra Republicana de Catalunya, assumí temporalment el càrrec de presidenta del Parlament. Borràs atacà els "cinc diputats" d'ERC, el PSC i la CUP de la mesa, que, segons ella, eren "jutges hipòcrites" que la van suspendre en el càrrec. |
| març 2023     | Del 10 de febrer a l'1 de març de 2023 es van presentar testimonis i acusats al Tribunal Superior de Justícia de Catalunya pel cas. Un pacte entre Isaías Herrero i Andreu Pujol amb la Fiscalia els va garantir un millor tractament durant el judici, confessant la conxorxa amb Borràs. Ella va negar totes les acusacions i va afirmar que era víctima d'una persecució política. El 30 de març d'aquell mateix any es va dictar la sentència: Borràs va ser condemna a 4 anys i mig de presó i 13 anys d'inhabilitació per prevaricació i falsedat documental continuada, mentre que Herrero va rebre una condemna a dos anys i Pujol a un any i dos mesos com a "col·laboradors necessaris". Magda Oranich, presidenta de la comissió de garanties de Junts per Catalunya, declarà que "si fos ella dimitiria", dient que no es tractava de "delictes polítics" sinó de "delictes comuns" i que no tenia clar que el cas es pogués considerar lawfare. Arran de les declaracions, dos comitès comarcals de Junts per Catalunya demanaren la dimissió de Magda Oranich, acusant-la d'haver "trencat la seva neutralitat en diferents mitjans de comunicació sobre el cas de lawfare de la presidenta Borràs". |
| juny 2023     | El Parlament de Catalunya retiraria el divendres 9 de juny de 2023 l'escó a Laura Borràs. després que la mesa rebés la confirmació que el Tribunal Suprem havia tombat les mesures cautelars que va presentar el mateix Parlament contra la decisió de la Junta Electoral Central (JEC) de retirar-li l'acta de diputada sense sentència ferma. |